# Васильев, Сергей Николаевич (Герой Советского Союза)
Сергей Николаевич Васильев (1909—1942) — советский военнослужащий. Участник Великой Отечественной войны. Герой Советского Союза (1942, посмертно). Мичман.

## Биография
Сергей Николаевич Васильев родился 10 октября (27 сентября — по старому стилю) 1909 года в уездном городе Кашине Тверской губернии Российской империи (ныне город — районный центр Тверской области Российской Федерации) в семье рабочего. Русский. Получил неполное среднее образование. Подростком с дядей переехал в Ленинград. Плавал юнгой на торговом корабле.
В ряды Рабоче-крестьянского Красного Флота С. Н. Васильев был призван Ленинградским городским военкоматом в 1932 году. Срочную службу проходил на Балтийском флоте. Остался на сверхсрочную службу. Служил боцманом на эсминце «Сокрушительный». В 1939 году старшина Васильев был переведён в батальон охраны наркомата Военно-морского флота СССР, проживал в подмосковной Купавне.
В боях с немецко-фашистскими захватчиками мичман С. Н. Васильев с января 1942 года в должности политрука роты 1-го отдельного стрелкового батальона 154-й отдельной морской стрелковой бригады в составе 3-й ударной армии Северо-Западного (с 29 января 1942 года — Калининского) фронта. Участник Демянской наступательной операции.
Во второй половине февраля 1942 года, совершив 250-километровый марш, подразделения 154-й отдельной морской бригады вышли в долину реки Шубинская Робья. Утром 21 февраля 1942 года они освободили деревню Избитово. Стремясь полностью замкнуть кольцо окружения вокруг Демянской группировки противника, лыжные батальоны бригады двинулись дальше, но на подступах к деревне Верхняя Сосновка 23 февраля 1942 года были встречены плотным пулемётным огнём. Видя замешательство своей роты, политрук Васильев первым бросился в атаку, увлекая за собой других бойцов. Будучи раненым, он первым ворвался во вражеские траншеи. В рукопашной схватке С. Н. Васильев был ещё дважды ранен, но, преследуя отступающих немцев, с группой из десяти морских пехотинцев ворвался в траншею второй линии обороны, где вновь навязал немцам рукопашный бой. В ходе прорыва вражеской обороны, действуя автоматом, штыком и гранатами, мичман Васильев лично уничтожил 25 солдат вермахта. Продолжая вести бойцов в атаку, Васильев первым ворвался в деревню, но, попав под миномётный огонь, был убит осколком мины.
Первоначально С. Н. Васильев был похоронен в деревне Хмели. Позднее его останки были перезахоронены в братской могиле в селе Коровитчино (ныне село Старорусского района Новгородской области Российской Федерации).
Указом Президиума Верховного Совета СССР «О присвоении звания Героя Советского Союза начальствующему составу Красной Армии» от 21 июля 1942 года за «образцовое выполнение боевых заданий командования на фронте борьбы с немецкими захватчиками и проявленные при этом отвагу и геройство» удостоен посмертно звания Героя Советского Союза.

## Награды
- Медаль «Золотая Звезда» (21.07.1942, посмертно);
- орден Ленина (21.07.1942, посмертно).

## Память
- Именем Героя Советского Союза С. Н. Васильева названа улица в городе Кашине Тверской области Российской Федерации.
- Имя Героя Советского Союза С. Н. Васильева навечно занесено в списки личного состава 1643-го отдельного батальона охраны Главного Штаба Военно-Морского Флота, город Москва.
- Его имя высечено на памятнике павшим воинам Великой Отечественной войны в Купавне.

## Документы
- Общедоступный электронный банк документов «Подвиг Народа в Великой Отечественной войне 1941—1945 гг.» Архивировано 13 марта 2012 года.

Представлние к званию Героя Советского Союза. Архивировано 23 сентября 2012 года.
Указ Президиума Верховного Совета СССР о присвоении звания Героя Советского Союза. Архивировано 23 сентября 2012 года.
- Обобщённый банк данных «Мемориал». Архивировано 10 мая 2012 года.

ЦАМО, ф. 58, оп. 818883, д. 1460 Информация из списка безвозвратных потерь. Архивировано 23 сентября 2012 года.
ЦАМО, ф. 58, оп. 818883, д. 1284 Информация из списка безвозвратных потерь. Архивировано 23 сентября 2012 года.
ЦАМО, ф. 33, оп. 11458, д. 116 Именной список безвозвратных потерь. Архивировано 23 сентября 2012 года.
ЦАМО, ф. 33, оп. 11458, д. 67 Приказ об исключении из списков. Архивировано 23 сентября 2012 года.
Информация из списка захоронения 53-356. Архивировано 23 сентября 2012 года.
Учётная карточка захоронения 53-356. Архивировано 10 июля 2013 года.
Схема захоронения 53-356. Архивировано 10 июля 2013 года.